# 霍坎·埃里克松 (冰球运动员)
霍坎·埃里克松（瑞典語：Håkan Eriksson，1956年1月24日—），瑞典男子冰球运动员，1974年开始职业生涯。他曾代表瑞典参加1980年和1984年冬季奥林匹克运动会冰球比赛，获得二枚铜牌。